# Viola missouriensis
Viola missouriensis Greene – gatunek roślin z rodziny fiołkowatych (Violaceae). Występuje naturalnie w Stanach Zjednoczonych – w Alabamie, Arkansas, Delaware, Dystrykcie Kolumbii, na Florydzie, Georgii, Illinois, Indianie, Iowa, Kansas, Kentucky, Luizjanie, Marylandzie, Minnesocie, Missisipi, Missouri, Nebrasce, New Jersey, stanie Nowy Jork, Nowym Meksyku, Północnej Karolinie, Oklahomie, Południowej Karolinie, Dakocie Południowej, Tennessee, Teksasie, Wirginii i Wisconsin. 

## Morfologia
PokrójBylina dorastająca do 5–50 cm wysokości, tworzy kłącza.
LiścieBlaszka liściowa ma deltoidalny kształt. Mierzy 1,5–12 cm długości oraz 1,5–10 cm szerokości, jest karbowana na brzegu, ma nasadę od sercowatej do ściętej i spiczasty lub ostry wierzchołek. Ogonek liściowy jest nagi i ma 5–20 cm długości. Przylistki są równowąsko lancetowate.
KwiatyPojedyncze, wyrastające z kątów pędów. Mają działki kielicha o kształcie od owalnego do lancetowatego. Płatki są odwrotnie jajowate i mają purpurową barwę, dolny płatek jest odwrotnie jajowaty, mierzy 15-25 mm długości, posiada obłą ostrogę o długości 2-3 mm.
OwoceTorebki mierzące 5-12 mm długości, o elipsoidalnym kształcie.

## Biologia i ekologia
Rośnie w lasach, na łąkach, brzegach cieków wodnych, skarpach i terenach bagnistych. Występuje na wysokości do 2000 m n.p.m.